# Грізний (Жуль Верн)

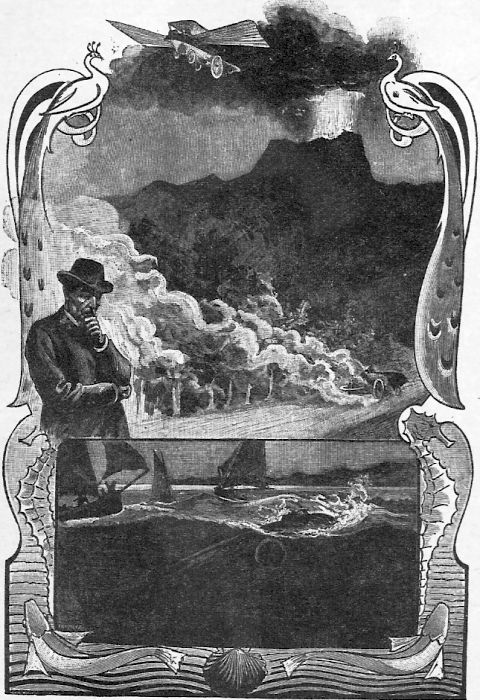
Грізний в різних середовищах

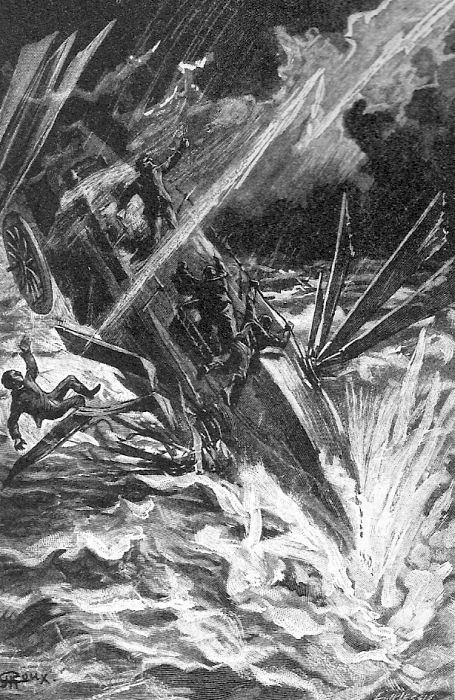
Загибель Грізного

«Грізний» (фр. Épouvante) — вигадана машина-амфібія Робура-Завойовника з фантастичного роману Жюля Верна «Володар світу». «Грізний» здатний пересуватися в чотирьох різних середовищах: по суші (як автомобіль), по воді (як катер), під водою (як підводний човен) і по повітрю (як орнітоптер). Гине в кінці роману через нерозсудливість свого творця — він вважав себе володарем природи, і направив машину в самий центр грози, де в «Грізний» вдаряє блискавка і він падає у води Мексиканської затоки.

## Конструкція
Корпус металевий, веретеноподібної форми, досить вузький, до носа загострюється сильніше ніж до корми, довжина — 10 метрів. З боків розташовані чотири спицеві колеса з товстими шинами, спицям надано форму лопаток. Діаметр коліс дорівнює 60 сантиметрам. Зверху розташовані три люки, біля носа видно верхівку перископа. Поздовжньо по обидва боки кіля розташовані дві турбіни Парсона. Крила знаходяться з боків, зазвичай вони притиснуті до бортів і розправляються лише в польоті.